# Duindigt

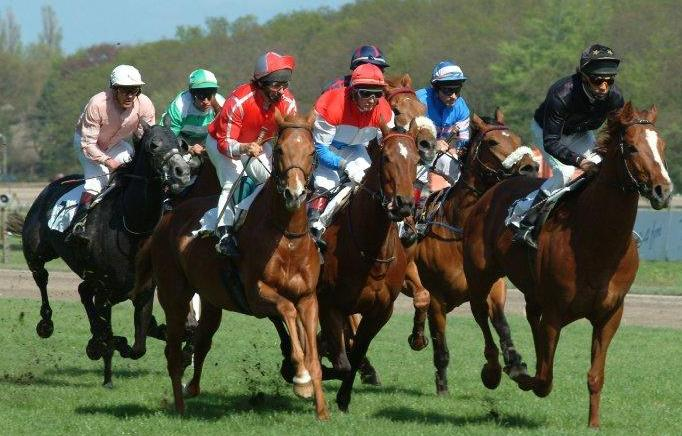
Rennen op Duindigt

Duindigt is een landgoed in Wassenaar, vlak bij Den Haag, met daarop enkele particuliere huizen, de Wassenaarse Golf Groenendael en een baan voor draf- en rensport. Het landgoed is niet toegankelijk voor publiek.
Het landgoed ligt tussen Den Haag en Wassenaar, op Wassenaars grondgebied. Het landgoed bestaat uit de buitenplaats Duindigt, waarvan de noordelijke helft nog van de familie Jochems is. Het zuidelijk deel van de buitenplaats bestaat uit de landgoederen Duyngheest, Groendael (nu golfbaan), de voormalige boerderij Klein Hoefijzer en het Wassenaarse gedeelte Panbos bij Katwijk.

## Landgoed Duindigt
In 1797 werd de Hofsteede Duyndigt per openbare veiling verkocht. Er waren toen koetshuizen, stallen en een oranjerie. Bankier/notaris Jochems kocht het voor een van zijn klanten. 

In 1822 kocht Joachim Jochems (1766-1841) het landgoed voor zichzelf. Zijn kleinkinderen veranderden o.a. de moestuin, er kwamen kassen en een perenmuur.
Rond 1900 was het mode om op de landgoederen exotische dieren en planten te hebben. Toenmalig eigenaar Walter Jochems, getrouwd met Josephina Helena Auguste Horstmann (1885-1970), kocht achttien lama's in Peru, waarvan de helft onderweg overleed. Nazaten van de dieren, die de reis wel overleefden, staan honderd jaar later nog steeds in een weiland aan de N44. Zij worden verzorgd door zijn kleindochter, Cornelie Jochems, die nog op het landgoed woont.
Tijdens de Tweede Wereldoorlog verstopten de Duitsers hun afschietinstallaties voor V2’s in de bossen en langs de oprijlaan van Duindigt. In maart 1945 werd alles door de Engelsen plat gebombardeerd. In 1953 werd een nieuw huis gebouwd. Het landgoed is nog steeds van de familie.
Het zuidelijk deel van het landgoed is in bezit van landgoed Stichting Duindigt. De stichting is opgericht door Meta Burgerhout-Jochems, de dochter van Walter. Het landgoed ligt om renbaan Duindigt heen. Het is sinds 1797 in particulier bezit, en is al bijna 200 jaar van dezelfde familie. Het is een van de weinige particuliere landgoederen tussen Den Haag en Wassenaar die nog op traditionele wijze in stand worden gehouden.

## De renbaan

#### Renbaan Clingendael
De eerste renbaan in Wassenaar lag op het Landgoed Clingendael. De adel werd uitgenodigd te komen kijken, gewone toeschouwers waren niet welkom. De renbaan moest sluiten voor de aanleg van de Hofpleinlijn naar Scheveningen.

#### Renbaan Duindigt
Op verzoek van de Nederlandsche Harddraverij- en Renvereeniging (NHRV) richtte renstalhouder Walter Joachim Jochems op 19 mei 1906 op zijn gelijknamige landgoed de nieuwe renbaan op. Deze was wél open voor gewoon publiek. De renbaan was 1600 meter lang. In het midden was een steeple-chasebaan. Aan de noordkant lag een duin waarop tribunes kwamen.

### Wedden
Ook in die jaren werd er gewed, er was een zeshoekige totokiosk. De Kamer legde het wedden in 1911 aan banden. Het ging daarna slecht met renbaan Duindigt, totdat de komst van de Duitsers de paardensport weer deed herleven. Zij hieven ook het wedverbod op, dus werd er veel geld verdiend. Ook hebben de Duitsers Duindigt gebruikt om er op Londen gerichte V1- en V2-raketten op te stellen.
Sinds 1949 mag er weer gewed worden. In de jaren zestig en zeventig werden de koersen veel bezocht en wilde men daar gezien worden. Later werden de paardenrennen ontdekt door criminelen als Willem Holleeder als manier om hun vermogens wit te wassen. Sindsdien zijn de bezoekers meer geïnteresseerd in de paardensport en het wedden.

#### Renners en dravers
Renbaan Duindigt is nu de enige baan in Nederland die zowel voor ren- als drafkoersen gebruikt wordt. Het drafcircuit is er in 1940 aan toegevoegd. Men houdt er traditioneel om de twee weken op zondag paardenraces, behalve in december, januari en februari. Per koersdag worden er acht tot twaalf races georganiseerd. Er zijn:
- draverijen, verzorgd door aangespannen paarden (dravers) met op het karretje (de sulky), waarop de bestuurder (pikeur) zit. Ze kunnen een snelheid van 45 km/uur bereiken.
- draverijen onder het zadel (Monté).
- rennen, met Engelse of Arabische volbloeds, bereden door zeer lichte ruiters (jockeys). Ze kunnen een snelheid van 60 km/uur bereiken.
- ponyrennen en ponydraverijen voor kinderen t/m 21 jaar

Als traditionele paardensportbaan wordt er op renbaan Duindigt bij elke wedstrijd op de uitslagen gewed, veelal door de Wassenaarse bevolking of door ondernemingen die er bedrijfsuitjes organiseren.

#### Bekende koersen
- Begin april wordt altijd de 'WJ Jochems Memoriaal' verreden.
- Elk jaar in juni wordt de 'Grote Prijs der Lage Landen' verreden (sinds 1954).
- In juli wordt de DERBY, de koers voor 3-jarige volbloeds, verreden en in augustus wordt de DERBY, de koers voor de 3-jarige Nederlandse Dravers, verreden.
- In september is 'De Gouden Speld'. De dochter van Walter Jochems, Meta Burgerhout-Jochems, heeft in het begin der jaren vijftig het initiatief genomen deze internationale ren voor amatrices te organiseren. In de jaren zestig is de organisatie overgenomen door mevrouw Englebert van Duindigt. De ren is uitgegroeid tot een internationale klassieker. Amatrices uit heel Europa worden uitgenodigd om in deze koers te rijden.

## Monument voedseldropping
De geallieerden hebben met bommenwerpers vanaf RAF Scampton van 29 april - 8 mei 1945 voedselpakketten op Duindigt gedropt.
Op renbaan 'Duindigt' is ter herdenking een plaquette geplaatst op een eenvoudig, gemetseld voetstuk. De tekst op de gedenkplaat luidt:
In dankbare herinnering
aan de levensreddende
voedseldroppings
29 april – 8 mei 1945
Een van de vliegtuigen werd gevlogen door Alan Fry. Een deel van het eten werd naar ziekenhuizen gebracht. Na enkele dagen werd de rest in centrale keukens uitgedeeld.
 In 1985 kwamen enkele vliegers naar Nederland. Er werd een ontmoeting georganiseerd met mensen die in 1945 op Duindigt waren.

### Bereikbaarheid renbaan
In 1953 kwam de eerste buslijn aan de renbaan; HTM-lijn Z. Vanaf station HS. In 1955 kregen de buslijnen nummers en werd het lijn 37. In 1962 werd die opgeheven. Daarna heeft de NZH nog jarenlang deze verbinding onderhouden. Eerst met buslijn 94, die ook vanaf station HS reed. Later vernummerd in 66, vanaf Den Haag Centraal. Al deze lijnen reden alleen op wedstrijddagen; vooraf één of meerdere ritten heen en na afloop één of enkele ritten terug. In de jaren 90 opgeheven. De dichtstbijzijnde bushalte is sindsdien ongeveer één kilometer van de renbaan, op de Leidse Straatweg. Tot in 1961 was daar ook halte van de Gele Tram naar Leiden.